# Малий Єрмучаш
Малий Єрмуча́ш (рос. Малый Ермучаш, марій. Изи Ермучаш) — присілок у складі Кілемарського району Марій Ел, Росія. Входить до складу Юксарського сільського поселення.

## Населення
Населення — 19 осіб (2010; 27 у 2002).
Національний склад (станом на 2002 рік):
- марі — 93 %